# 1142 w polityce
Wydarzenia polityczne w 1142 roku.

## Wydarzenia
- Władysław II Wygnaniec z pomocą Wsiewołoda odebrał braciom część grodów[1][2].
- Henryk Lew został księciem saskim (do 1180)[3].

## Zmarli
- Aleksy Komnen, współcesarz bizantyjski[4].